# Finlande aux Jeux olympiques de la jeunesse d'hiver de 2012
La Finlande a participé aux Jeux olympiques de la jeunesse d'hiver de 2012 à Innsbruck en Autriche du 13 au 22 janvier 2012. L'équipe finlandaise était composée de 42 athlètes dans 10 sports différents.

## Médaillés
| Médaille | Nom             | Sport            | Épreuve              | Date       |
| -------- | --------------- | ---------------- | -------------------- | ---------- |
| Or       | Niki Lehikoinen | Ski acrobatique  | Ski cross hommes     | 21 janvier |
| Or       | Finlande        | Hockey sur glace | Tournoi masculin     | 22 janvier |
| Argent   | Lauri Kivari    | Ski acrobatique  | Ski half-pipe hommes | 15 janvier |
| Argent   | Ilkka Herola    | Combiné nordique | Individuel           | 15 janvier |

## Résultats

### Ski alpin
Hommes
| Athlète       | Épreuve      | Finale        | Finale          | Finale          | Finale          |
| Athlète       | Épreuve      | Manche 1      | Manche 2        | Total           | Rang            |
| ------------- | ------------ | ------------- | --------------- | --------------- | --------------- |
| Juho Sattanen | Slalom       | 41 s 75       | 41 s 38         | 1 min 23 s 13   | 12              |
| Juho Sattanen | Slalom géant | 59 s 12       | 1 min 01 s 98   | 2 min 01 s 10   | 25              |
| Juho Sattanen | Super-G      |               |                 | 1 min 08 s 86   | 26              |
| Juho Sattanen | Combiné      | 1 min 06 s 08 | N'a pas terminé | N'a pas terminé | N'a pas terminé |

Femmes
| Athlète         | Épreuve      | Finale        | Finale        | Finale        | Finale |
| Athlète         | Épreuve      | Manche 1      | Manche 2      | Total         | Rang   |
| --------------- | ------------ | ------------- | ------------- | ------------- | ------ |
| Olivia Schoultz | Slalom       | 46 s 09       | 41 s 86       | 1 min 27 s 95 | 13     |
| Olivia Schoultz | Slalom géant | 1 min 02 s 51 | 1 min 02 s 37 | 2 min 04 s 88 | 25     |
| Olivia Schoultz | Super-G      |               |               | 1 min 10 s 27 | 21     |
| Olivia Schoultz | Combiné      | 1 min 11 s 82 | 41 s 14       | 1 min 52 s 96 | 24     |

### Biathlon
Hommes
| Athlète         | Épreuve   | Finale        | Finale  | Finale |
| Athlète         | Épreuve   | Temps         | Manqués | Rang   |
| --------------- | --------- | ------------- | ------- | ------ |
| Heikki Laitinen | Sprint    | 22 min 14 s 3 | 2       | 27     |
| Heikki Laitinen | Poursuite | 33 min 30 s 0 | 4       | 28     |
| Antti Repo      | Sprint    | 22 min 30 s 0 | 5       | 36     |
| Antti Repo      | Poursuite | 33 min 51 s 0 | 6       | 30     |

Femmes
| Athlète      | Épreuve   | Finale        | Finale  | Finale |
| Athlète      | Épreuve   | Temps         | Manqués | Rang   |
| ------------ | --------- | ------------- | ------- | ------ |
| Jenny Ingman | Sprint    | 20 min 24 s 6 | 3       | 30     |
| Jenny Ingman | Poursuite | 33 min 42 s 2 | 5       | 24     |
| Erika Janka  | Sprint    | 20 min 28 s 8 | 1       | 31     |
| Erika Janka  | Poursuite | 35 min 11 s 0 | 8       | 36     |

Mixte
| Athlète                                                  | Épreuve                           | Finale            | Finale  | Finale |
| Athlète                                                  | Épreuve                           | Temps             | Manqués | Rang   |
| -------------------------------------------------------- | --------------------------------- | ----------------- | ------- | ------ |
| Jenny Ingman Erika Janka Heikki Laitinen Antti Repo      | Relais mixte                      | 1 h 20 min 54 s 2 | 4+19    | 16     |
| Jenny Ingman Katri Lylynperä Antti Repo Joonas Sarkkinen | Relais mixte ski de fond/biathlon | 1 h 12 min 28 s 6 | 5+10    | 19     |

### Ski de fond
Hommes
| Athlète          | Épreuve      | Finale        | Finale |
| Athlète          | Épreuve      | Temps         | Rang   |
| ---------------- | ------------ | ------------- | ------ |
| Joona Joensuu    | 10 km hommes | 32 min 24 s 3 | 25     |
| Joonas Sarkkinen | 10 km hommes | 30 min 21 s 7 | 5      |

Femmes
| Athlète         | Épreuve     | Finale        | Finale |
| Athlète         | Épreuve     | Temps         | Rang   |
| --------------- | ----------- | ------------- | ------ |
| Katri Lylynperä | 5 km femmes | 16 min 18 s 9 | 14     |
| Leena Nurmi     | 5 km femmes | 16 min 34 s 6 | 18     |

Sprint
| Athlète          | Épreuve       | Qualification | Qualification | Quart de finale | Quart de finale | Demi-finale  | Demi-finale  | Finale        | Finale        |
| Athlète          | Épreuve       | Total         | Rang          | Total           | Rang            | Total        | Rang         | Total         | Rang          |
| ---------------- | ------------- | ------------- | ------------- | --------------- | --------------- | ------------ | ------------ | ------------- | ------------- |
| Joona Joensuu    | Sprint hommes | 1 min 46 s 44 | 10 Q          | 1 min 49 s 4    | 4               | Non qualifié | Non qualifié | Non qualifié  | Non qualifié  |
| Joonas Sarkkinen | Sprint hommes | 1 min 47 s 75 | 19 Q          | 1 min 51 s 6    | 4               | Non qualifié | Non qualifié | Non qualifié  | Non qualifié  |
| Katri Lylynperä  | Sprint femmes | 2 min 01 s 21 | 10 Q          | 1 min 59 s 4    | 2 Q             | 1 min 57 s 8 | 2 Q          | 1 min 58 s 9  | 5             |
| Leena Nurmi      | Sprint femmes | 2 min 01 s 57 | 12 Q          | 2 min 00 s 7    | 4 Q             | 2 min 03 s 3 | 5            | Non qualifiée | Non qualifiée |

Mixte
| Athlète                                                  | Épreuve                           | Finale            | Finale  | Finale |
| Athlète                                                  | Épreuve                           | Temps             | Manqués | Rang   |
| -------------------------------------------------------- | --------------------------------- | ----------------- | ------- | ------ |
| Jenny Ingman Katri Lylynperä Antti Repo Joonas Sarkkinen | Relais mixte ski de fond/biathlon | 1 h 12 min 28 s 6 | 5+10    | 19     |

### Patinage artistique
Hommes
| Athlète(s)   | Épreuve    | PC/DO  | PC/DO | PL/DL  | PL/DL | Total  | Total |
| Athlète(s)   | Épreuve    | Points | Rang  | Points | Rang  | Points | Rang  |
| ------------ | ---------- | ------ | ----- | ------ | ----- | ------ | ----- |
| Tino Olenius | Individuel | 46,03  | 8     | 81,09  | 12    | 127,12 | 11    |

Femmes
| Athlète(s)        | Épreuve    | PC/DO  | PC/DO | PL/DL  | PL/DL | Total  | Total |
| Athlète(s)        | Épreuve    | Points | Rang  | Points | Rang  | Points | Rang  |
| ----------------- | ---------- | ------ | ----- | ------ | ----- | ------ | ----- |
| Eveliina Viljanen | Individuel | 29,73  | 16    | 71,37  | 10    | 101,10 | 12    |

Mixte
| Athlètes                                                                                      | Épreuve             | Hommes | Hommes | Hommes | Femmes | Femmes | Femmes | Danse sur glace | Danse sur glace | Danse sur glace | Total  | Total |
| Athlètes                                                                                      | Épreuve             | Score  | Rang   | Points | Score  | Rang   | Points | Score           | Rang            | Points          | Points | Rang  |
| --------------------------------------------------------------------------------------------- | ------------------- | ------ | ------ | ------ | ------ | ------ | ------ | --------------- | --------------- | --------------- | ------ | ----- |
| Équipe 2 Yaroslav Paniot (UKR) Eveliina Viljanen (FIN) Maria Simonova/Dmitri Dragun (RUS)     | Trophée par équipes | 85,06  | 5      | 4      | 76,27  | 3      | 6      | 76,02           | 3               | 6               | 16     | 2     |
| Équipe 5 Tino Olenius (FIN) Myrtel Saldeen Olofsson (SWE) Anna Yanovskaya/Sergey Mozgov (RUS) | Trophée par équipes | 82,50  | 6      | 3      | 64,16  | 7      | 2      | 84,55           | 1               | 8               | 13     | 6     |

### Ski acrobatique
Bien qu'inscrite dans l'équipe, Wilma Löfgren n'a participé à aucune compétition.
Ski cross
| Athlète         | Épreuve          | Qualification | Qualification | Quart de finale | Demi-finale | Finale   |
| Athlète         | Épreuve          | Temps         | Rang          | Rang            | Rang        | Rang     |
| --------------- | ---------------- | ------------- | ------------- | --------------- | ----------- | -------- |
| Niki Lehikoinen | Ski cross hommes | 56 s 15       | 1             | Annulées        | Annulées    | Annulées |

Ski half-pipe
| Athlète      | Épreuve              | Qualification | Qualification | Finale | Finale |
| Athlète      | Épreuve              | Points        | Rang          | Points | Rang   |
| ------------ | -------------------- | ------------- | ------------- | ------ | ------ |
| Lauri Kivari | Ski half-pipe hommes | 75,50         | 4 Q           | 90,00  | 2      |

### Hockey sur glace
Hommes
| - Markus Haapanen - Jaakko Hälli - Manu Honkanen - Waltteri Hopponen - Kaapo Kähkönen - Juuso Kannel | - Kasperi Kapanen - Antti Kauppinen - Joel Kiviranta - Alex Levanen - Otto Nieminen - Miikka Pitkänen | - Jere Rouhiainen - Eetu Sopanen - Otto Tolvanen - Joni Tuulola - Jonne Yliniemi |

| Légende                        |
| ------------------------------ |
| Qualifié pour les demi-finales |

Premier tour
| Clt   | Équipe     | PJ | V | VP | D | DP | BP | BC | Diff | Pts |
| ----- | ---------- | -- | - | -- | - | -- | -- | -- | ---- | --- |
| +001, | Russie     | 4  | 3 | 0  | 1 | 0  | 25 | 9  | +16  | 9   |
| +002, | Canada     | 4  | 2 | 1  | 1 | 0  | 20 | 7  | +13  | 8   |
| +003, | Finlande   | 4  | 2 | 0  | 1 | 1  | 13 | 11 | +2   | 7   |
| +004, | États-Unis | 4  | 2 | 0  | 2 | 0  | 14 | 18 | –4   | 6   |
| +005, | Autriche   | 4  | 0 | 0  | 4 | 0  | 3  | 30 | –27  | 0   |

- Qualifié pour les demi-finales

| 13 janvier 2012 | Autriche | 0-3 (0–0, 0–0, 0–3) | Finlande | Tyrolean Ice Arena 520 spectateurs |

| Feuille de match | Feuille de match | Feuille de match | Feuille de match | Feuille de match                                          |
| ---------------- | ---------------- | ---------------- | --- | --------------------------------------------------------- |
|                  |                  | 0–1 0–2 0–3      | 30 min 22 s – K. Kapanen (W. Hopponen) 32 min 5 s – W. Hopponen (M. Honkanen, K. Kapanen) 44 min 40 s – J. Kiviranta (E. Sopanen, J. Kannel) (IN - CV) | Arbitrage : Simon Aicher Andrei Haurylenka Benjamin Hoppe |
| Thomas Stroj     | Gardiens         | Juuso Kannel     | | Arbitrage : Simon Aicher Andrei Haurylenka Benjamin Hoppe |
| 10 min           | Pénalités        | 2 min            | | Arbitrage : Simon Aicher Andrei Haurylenka Benjamin Hoppe |
| 8                | Tirs             | 44               | | Arbitrage : Simon Aicher Andrei Haurylenka Benjamin Hoppe |

| 15 janvier 2012 | Finlande | 4-3 (0–2, 3–0, 1–1) | Russie | Tyrolean Ice Arena 783 spectateurs |

| Feuille de match | Feuille de match | Feuille de match            | Feuille de match | Feuille de match                                       |
| ---------------- | --- | --------------------------- | --- | ------------------------------------------------------ |
|                  | M. Honkanen (SN) – 25 min 4 s K. Kapanen (J. Tuulola, E. Sopanen) (SN) – 27 min 8 s W. Hopponen (K. Kapanen, M. Honkanen) (SN) – 29 min 33 s K. Kapanen – 30 min 41 s | 0–1 0–2 1–2 2–2 3–2 4–2 4–3 | 3 min 32 s – D. Sergeev (SN) 14 min 56 s – I. Nikolishin (E. Nasybullin, M. Lazarev) (2 SN) 35 min 31 s – I. Nikolishin (M. Lazarev, I. Svetchnikov) | Arbitrage : Stian Halm Benjamin Hoppe Martin Smeibidlo |
| Kaapo Kahkonen   | Gardiens | Maxim Tretyak               | | Arbitrage : Stian Halm Benjamin Hoppe Martin Smeibidlo |
| 22 min           | Pénalités | 10 min                      | | Arbitrage : Stian Halm Benjamin Hoppe Martin Smeibidlo |
| 21               | Tirs | 32                          | | Arbitrage : Stian Halm Benjamin Hoppe Martin Smeibidlo |

| 17 janvier 2012 | Finlande | 4-5 (1–0, 2–3, 1–2) | États-Unis | Tyrolean Ice Arena 1 824 spectateurs |

| Feuille de match | Feuille de match | Feuille de match                    | Feuille de match | Feuille de match                                       |
| ---------------- | --- | ----------------------------------- | --- | ------------------------------------------------------ |
|                  | J. Kiviranta (W. Hopponen, J. Tuulola) – 12 min 16 s J. Tuulola (J. Kiviranta, M. Pitkanen) – 19 min 45 s A. Kauppinen (W. Hopponen, A. Levanen) – 24 min 36 s K. Kapanen (M. Haapanen) – 41 min 45 s | 1–0 1–1 2–1 2–2 3–2 3–3 3–4 3–5 4–5 | 16 min 31 s – A. Baughman (N. Schmaltz) 23 min 10 s – J. Glover (R. Bliss) (SN) 27 min 47 s – B. Clarke (K. Kerr) 31 min 1 s – N. Schmaltz (R. Bliss, J. Fiegl) 32 min 15 s – R. MacInnis (S. Gersich, N. Magyar) | Arbitrage : Andris Ansons Tilen Pahor Martin Smeibidlo |
| Juuso Kannel     | Gardiens | Edwin Minney                        | | Arbitrage : Andris Ansons Tilen Pahor Martin Smeibidlo |
| 10 min           | Pénalités | 26 min                              | | Arbitrage : Andris Ansons Tilen Pahor Martin Smeibidlo |
| 29               | Tirs | 32                                  | | Arbitrage : Andris Ansons Tilen Pahor Martin Smeibidlo |

| 18 janvier 2012 | Canada | 3-2 (TB) (0–0, 2–1, 0–1) (Prolongation : 0–0) (Tir de fusillade : 2–1) | Finlande | Tyrolean Ice Arena 1 261 spectateurs |

| Feuille de match | Feuille de match | Feuille de match | Feuille de match | Feuille de match                                                  |
| ---------------- | --- | ---------------- | --- | ----------------------------------------------------------------- |
|                  | A. Brooks (R. Duke) – 15 min 11 s E. Cornel (R. Gropp, J. Hicketts) – 22 min 1 s E. Cornel (manqué) R. Gropp (réussi) R. Gardiner (réussi) | 1–0 1–1 2–1 2–2  | 21 min 5 s – J. Kiviranta (M. Pitkanen) 36 min 42 s – J. Kiviranta (M. Pitkanen, O. Nieminen) (manqué) J. Kiviranta (réussi) K. Kapanen (manqué) M. Honkanen | Arbitrage : Andreas Harnebring Andrei Haurylenka Martin Smeibidlo |
| Keven Bouchard   | Gardiens | Kaapo Kahkonen   | | Arbitrage : Andreas Harnebring Andrei Haurylenka Martin Smeibidlo |
| 6 min            | Pénalités | 8 min            | | Arbitrage : Andreas Harnebring Andrei Haurylenka Martin Smeibidlo |
| 27               | Tirs | 25               | | Arbitrage : Andreas Harnebring Andrei Haurylenka Martin Smeibidlo |

#### Demi-finale
| 20 janvier 2012 | Canada | 1-2 (1–1, 0–0, 0–1) | Finlande | Tyrolean Ice Arena 1 426 spectateurs |

| Feuille de match | Feuille de match                                      | Feuille de match | Feuille de match                                                                                               | Feuille de match                                    |
| ---------------- | ----------------------------------------------------- | ---------------- | --- | --------------------------------------------------- |
|                  | J. Carrick (R. Gardiner, E. Cornel) (SN) – 4 min 17 s | 1–0 1–1 1-2      | 11 min 29 s – O. Nieminen (J. Kiviranta, M. Pitkanen) 40 min 26 s – E. Sopanen (O. Nieminen, M. Pitkanen) (SN) | Arbitrage : Simon Aicher Benjamin Hoppe Tilen Pahor |
| Keven Bouchard   | Gardiens                                              | Kaapo Kahkonen   | | Arbitrage : Simon Aicher Benjamin Hoppe Tilen Pahor |
| 8 min            | Pénalités                                             | 10 min           | | Arbitrage : Simon Aicher Benjamin Hoppe Tilen Pahor |
| 17               | Tirs                                                  | 19               | | Arbitrage : Simon Aicher Benjamin Hoppe Tilen Pahor |

#### Finale
| 22 janvier 2012 | Russie | 1-2 (TB) (1–0, 0–0, 0–1) (Prolongation 0–0) (Tir de fusillade 0–1) | Finlande | Tyrolean Ice Arena 3 008 spectateurs |

| Feuille de match | Feuille de match                                                                               | Feuille de match | Feuille de match                                 | Feuille de match                                          |
| ---------------- | ---------------------------------------------------------------------------------------------- | ---------------- | ------------------------------------------------ | --------------------------------------------------------- |
|                  | I. Zinovev - 8 min 35 s M. Lazarev (sauvé par le gardien) I. Nikolishin (sauvé par le gardien) | 1-0 1–1          | 43 min 58 s - W. Hopponen M. Honkanen K. Kapanen | Arbitrage : Simon Aicher Andrei Haurylenka Daniel Persson |
| Sergey Korobov   | Gardiens                                                                                       | Kaapo Kähkönen   |                                                  | Arbitrage : Simon Aicher Andrei Haurylenka Daniel Persson |
| 24 min           | Pénalités                                                                                      | 26 min           |                                                  | Arbitrage : Simon Aicher Andrei Haurylenka Daniel Persson |
| 28               | Tirs                                                                                           | 25               |                                                  | Arbitrage : Simon Aicher Andrei Haurylenka Daniel Persson |

Rang final :  1

### Combiné nordique
Hommes
| Athlète      | Épreuve           | Saut à ski | Saut à ski | Ski de fond | Ski de fond   | Finale        | Finale |
| Athlète      | Épreuve           | Points     | Rang       | Retard      | Temps ski     | Total temps   | Rang   |
| ------------ | ----------------- | ---------- | ---------- | ----------- | ------------- | ------------- | ------ |
| Ilkka Herola | Individuel hommes | 130,2      | 4          | 0 min 29    | 26 min 05 s 2 | 26 min 34 s 2 | 2      |

### Saut à ski
Hommes
| Athlète        | Épreuve           | 1er saut | 1er saut | 2e saut  | 2e saut | Total  | Total |
| Athlète        | Épreuve           | Distance | Points   | Distance | Points  | Points | Rang  |
| -------------- | ----------------- | -------- | -------- | -------- | ------- | ------ | ----- |
| Miika Ylipulli | Individuel hommes | 73,0 m   | 124,5    | 72,5 m   | 122,3   | 246,8  | 5     |

Femmes
| Athlète          | Épreuve           | 1er saut | 1er saut | 2e saut  | 2e saut | Total  | Total |
| Athlète          | Épreuve           | Distance | Points   | Distance | Points  | Points | Rang  |
| ---------------- | ----------------- | -------- | -------- | -------- | ------- | ------ | ----- |
| Jenny Rautionaho | Individuel femmes | 62,5 m   | 96,3     | 63,5 m   | 98,7    | 195,0  | 7     |

Équipe avec combiné nordique
| Athlète                                      | Épreuve                 | 1er tour | 2e tour | Total | Rang |
| -------------------------------------------- | ----------------------- | -------- | ------- | ----- | ---- |
| Jenny Rautionaho Ilkka Herola Miika Ylipulli | Compétition par équipes | 276,2    | 302,1   | 578,3 | 4    |

### Patinage de vitesse
Hommes
| Athlète         | Épreuve              | Course 1 | Course 2 | Total           | Rang            |
| --------------- | -------------------- | -------- | -------- | --------------- | --------------- |
| Lasse Ahonen    | 500 mètres hommes    | 42 s 59  | 42 s 16  | 84 s 75         | 15              |
| Tuomas Rahnasto | 500 mètres hommes    | 41 s 59  | 41 s 21  | 82 s 80         | 12              |
| Tuomas Rahnasto | 3 000 mètres hommes  |          |          | 4 min 44 s 44   | 15              |
| Tuomas Rahnasto | Départ groupé hommes |          |          | N'a pas terminé | N'a pas terminé |

### Snowboard
Hommes
| Athlète          | Épreuve           | Qualification | Qualification | Qualification | Demi-finale  | Demi-finale  | Demi-finale  | Finale       | Finale       | Finale       |
| Athlète          | Épreuve           | Manche 1      | Manche 2      | Rang          | Manche 1     | Manche 2     | Rang         | Manche 1     | Manche 2     | Rang         |
| ---------------- | ----------------- | ------------- | ------------- | ------------- | ------------ | ------------ | ------------ | ------------ | ------------ | ------------ |
| Kalle Järvilehto | Half-pipe hommes  | 51,25         | 53,75         | 8 q           | 54,00        | 37,50        | 10           | Non qualifié | Non qualifié | Non qualifié |
| Kalle Järvilehto | Slopestyle hommes | 69,00         | 43,50         | 7 Q           |              |              |              | 32,00        | 56,00        | 11           |
| Tuomas Pohjonen  | Half-pipe hommes  | 47,25         | 45,00         | 12            | Non qualifié | Non qualifié | Non qualifié | Non qualifié | Non qualifié | Non qualifié |
| Tuomas Pohjonen  | Slopestyle hommes | 74,00         | 76,25         | 4 Q           |              |              |              | 80,25        | 46,50        | 7            |

Femmes
| Athlète       | Épreuve           | Qualification   | Qualification   | Qualification   | Demi-finale   | Demi-finale   | Demi-finale   | Finale        | Finale        | Finale        |
| Athlète       | Épreuve           | Manche 1        | Manche 2        | Rang            | Manche 1      | Manche 2      | Rang          | Manche 1      | Manche 2      | Rang          |
| ------------- | ----------------- | --------------- | --------------- | --------------- | ------------- | ------------- | ------------- | ------------- | ------------- | ------------- |
| Hanna Ehtonen | Half-pipe femmes  | 18,75           | 21,75           | 13              | Non qualifiée | Non qualifiée | Non qualifiée | Non qualifiée | Non qualifiée | Non qualifiée |
| Hanna Ehtonen | Slopestyle femmes | N'a pas débutée | N'a pas débutée | N'a pas débutée |               |               |               | Non qualifiée | Non qualifiée | Non qualifiée |
| Emma Kanko    | Half-pipe femmes  | 16,00           | 26,00           | 12              | Non qualifiée | Non qualifiée | Non qualifiée | Non qualifiée | Non qualifiée | Non qualifiée |
| Emma Kanko    | Slopestyle femmes | 55,00           | 27,75           | 10              |               |               |               | Non qualifiée | Non qualifiée | Non qualifiée |